# Ulocladium obovoideum
Ulocladium obovoideum är en svampart som beskrevs av E.G. Simmons 1990. Ulocladium obovoideum ingår i släktet Ulocladium,  och familjen Pleosporaceae.   Inga underarter finns listade i Catalogue of Life.